# Редингский университет
Редингский университет (англ. University of Reading) — государственный университет в Рединге (Беркшир, Англия). Основан как расширение Оксфордского университета в 1892 году. Получил право предоставлять свои собственные степени в 1926 году по Королевской хартии от короля Георга V и стал единственным университетом, получившим такую хартию между двумя мировыми войнами. Университет обычно классифицируется как университет из красного кирпича, что отражает его первоначальную основу в XIX веке.
У университета есть четыре главных корпуса в Соединённом Королевстве и за его пределами. Кампусы на Лондон-роуд и Уайткнайтс базируются в самом городе Рединг, а Гренландия — на берегах Темзы. У этого также есть корпус в Искандар Путери, Малайзия.
Рединг занял 35-е место в Великобритании среди многопрофильных учебных заведений и 28-е место по исследовательским возможностям в 2014 году Research Excellence Framework. Рединг был первым университетом, получившим премию королевы за достижения в области экспорта в 1989 году. Годовой доход учреждения за 2016—2017 годы составлял 275,3 млн фунтов стерлингов, из которых 35,4 млн фунтов стерлингов составляли исследовательские гранты и контракты, а расходы составили 297,5 млн фунтов стерлингов.
В 2019 году стало известно, что университет входит в число 100 лучших работодателей для ЛГБТ[значимость факта?].

## История

### Университет Рединга
Первыми предметами, которые преподавались в университете, были искусства и науки в 1860 и 1870 годах. В 1892 году Колледж в Рединге был основан как расширение колледжа Крайст-Черч, колледжа Оксфордского университета. Первым ректором был географ сэр Хэлфорд Джон Маккиндер. Факультеты искусства и науки были переведены в новый колледж Городским советом Рединга в том же году.
Новый колледж получил свой первый казначейский грант в 1901 году. Три года спустя ему была предоставлена территория от семьи Палмер, известной как Хантли и Палмерс. Эта же семья поддержала открытие Wantage Hall в 1908 году и исследовательского института в Дайринге в 1912 году.

### Статус университета
Впервые колледж подал заявку на Королевскую хартию в 1920 году, но безуспешно. Однако вторая петиция в 1925 году была успешной, и устав был официально предоставлен 17 марта 1926 года. Благодаря этой хартии колледж стал Университетом Рединга, единственным новым университетом, созданным в Соединённом Королевстве между двумя мировыми войнами.
В 1947 году университет приобрел парк Whiteknights, который должен был стать его главным университетским городком. В 1984 году университет начал слияние с колледжем высшего образования им. Булмерше, которое было завершено в 1989 году.

### 2006 — настоящее время
В октябре 2006 года Совет старших руководителей предложил закрыть физический факультет. Это было связано с финансовыми причинами и отсутствием альтернативных идей, что вызвало значительные споры, в том числе дебаты в парламенте по поводу закрытия, которые вызвали бурное обсуждение вопросов высшего образования в целом. 10 октября Сенат проголосовал за закрытие Департамента физики, что было подтверждено Советом 20 ноября. Другие отделы, закрытые в последние годы, включают в себя музыку, социологию, геологию и машиностроение.
В январе 2008 года университет объявил о своем слиянии с Колледжем менеджмента Хенли для создания новой бизнес-школы Хенли при университете, объединившей опыт Хенли-колледжа в области MBA с существующей в университете бизнес-школой и Центром ICMA. Слияние вступило в силу 1 августа 2008 года, когда новая бизнес-школа распространилась на существующий университетский кампус Whiteknights и новый кампус Greenlands, в котором ранее располагался Henley Management College.
В сентябре 2009 года было объявлено о реструктуризации университета, которая объединит все академические школы на три факультета: это факультет естественных наук, гуманитарный факультет, гуманитарные и социальные науки и бизнес-школа Хенли. Предполагалось, что этот шаг приведет к потере некоторых рабочих мест, особенно в отделе кино, театра и телевидения, который с тех пор переехал в совершенно новое здание стоимостью 11,5 млн фунтов стерлингов в кампусе Whiteknights.
В конце 2009 года было объявлено, что кампус Лондон-роуд должен был пройти реконструкцию стоимостью 30 миллионов фунтов стерлингов. Институт переехал в свой новый дом в январе 2012 года. Реконструкция была частично профинансирована за счет продажи прилегающего участка Мэнсфилд Холл, бывшего общежития, для сноса и замены студенческим жильём частного сектора.
Университет является ведущим спонсором UTC Reading, нового технического колледжа университета, который открылся в сентябре 2013 года.
В 2016 году движение по реорганизации структуры Университета Рединга вызвало протесты студентов. 21 марта 2016 года сотрудники объявили вотум недоверия вице-канцлеру сэру Дэвиду Беллу. 88% тех, кто голосовал, поддержали движение недоверия.
В 2019 году The Guardian сообщила, что университет находится в «финансовом и управленческом кризисе» после того, как недавно отчитался перед регуляторами о ссуде в 121 млн фунтов стерлингов. Университет является единственным попечителем благотворительного Национального института исследований, и после продажи трастовой земли он занял 121 млн фунтов стерлингов у траста, несмотря на потенциальный конфликт интересов при принятии решений. Включая этот кредит, университет имеет долги в размере 300 миллионов фунтов стерлингов, а также операционный дефицит в размере более 40 миллионов фунтов стерлингов за последние два года.

## Факультеты и кафедры

#### Факультет искусств, гуманитарных и социальных наук
- Факультет Искусств и Коммуникационного Дизайна
  - кафедра Искусств
  - кафедра кино, театра и телевидения
  - кафедра типографии и графической коммуникации
- Институт Образования
- Факультет гуманитарных наук
  - Исторический факультет
  - Философский факультет
- Факультет Литературы и Языков
  - Кафедра английского языка и литературы
  - Кафедра современных языков и европейских исследований
- Факультет политологии, экономики и международных отношений
  - факультет экономики
  - факультет политологии и международных отношений

#### Факультет естественных наук
- кафедра сельского хозяйства, политики и развития
- кафедра биологических наук
- факультет химии, продуктов питания и фармации
  - Химический факультет
  - Пищевые и пищевые науки
  - Фармация
- Факультет психологии и клинической языковой науки
  - Отделение клинических языковых наук
  - Кафедра психологии

#### Факультет наук
- кафедра Строительного Управления и Инжиниринга
- кафедра археологии, географии и экологии
  - Факультет археологии
  - Факультет географии и экологии
- Факультет математических, физических и вычислительных наук
  - Кафедра математики и статистики
  - Кафедра метеорологии
  - Кафедра компьютерных наук

## Студенческая жизнь
Студенческий союз Университета Рединга (RUSU) является дочерней студенческой организацией, которая представляет интересы студентов. Студенческий союз стал стартовой площадкой для многих политиков, включая Пенни Мордаунт (член парламента от Портсмут-Норт), которая была президентом Союза студентов в 1994—1995 годах.
Студенческий союз руководит студенческой радиостанцией Junction11 Radio. Оно транслируется локально из кампуса Whiteknights в университетских торговых точках через Интернет в прямом эфире на постоянной основе. Станция была основана в 1997 году и начала вещание в 2001 году. В 2007 году она была переведена в режим онлайн. Она также публикует газету Spark, предназначенную для студентов Университета, которая издается раз в две недели только в течение семестра.
Профсоюз предоставляет бесплатные консультационные услуги студентам и предлагает им принять участие в более чем 160 различных мероприятиях. В здании Студенческого союза на кампусе Уайткнайтс имеется помещение на 2500 мест под названием 3sixty, с семью барами и несколькими торговыми точками. Розничные магазины включают в себя азиатский супермаркет, кафе и парикмахерскую.